# Enneagramma (Gurdjieff)

Ennegramma abbinato alle note musicali

L'enneagramma (dal greco antico εννέα?, ennea, "nove" e γραμμα, gramma, "scrittura") è un simbolo pubblicato per la prima volta nel 1949 nel testo Frammenti di un insegnamento sconosciuto di Pëtr Dem'janovič Uspenskij, nel quale l'autore rende conto dei suoi otto anni di lavoro con il mistico Georges Ivanovič Gurdjieff. È una figura alla base dell'insegnamento di Gurdjieff, che la utilizza in molteplici casi, come un modello matematico del modo di procedere dei fenomeni.
Fra le altre cose è anche un modello della personalità umana, ed in questa accezione è utilizzato come un sistema di nove tipi di personalità interconnessi. Esso si basa su tecniche introdotte negli insegnamenti di Gurdjieff. Gli Archetipi definiscono nove tipi di personalità (a volte chiamati "enneatipi"), che sono rappresentati dai punti della figura geometrica, che serve anche da schema rappresentativo delle connessioni tra i tipi.
Storicamente sia l'Enneagramma che il pensiero di Gurdjieff hanno influenzato varie persone nei più svariati campi della cultura, come ad esempio l'architetto Frank Lloyd Wright, la scrittrice Pamela Lyndon Travers e il regista Peter Brook, che fa comparire il simbolo nel suo film Incontri con uomini straordinari. Famoso tra gli italiani è il cantante Franco Battiato, nelle cui opere ricorre questo schema concettuale.
Nel mondo ci sono varie associazioni o gruppi che studiano tale metodo, come ad esempio
- The Gurdjieff Foundation
- Gurdjieff Society
- Fundación Gurdjieff Caracas
- Institut Gurdjieff
- Centro Studi Tradizionale e di Formazione Interiore secondo G.I.G.
- Il Nono Passo